# Stenia vestalialis
Stenia vestalialis là một loài bướm đêm trong họ Crambidae.